# Edmondo De Amicis
Edmondo De Amicis (n. 21 octombrie 1846 - d. 11 martie 1908) a fost un scriitor, jurnalist și pedagog italian.
Literatura sa are o tematică socială și educativă.

## Opera
- 1868: Viața militară ("La vita militare");
- 1872: Spania ("Spagna");
- 1874: Olanda ("Olanda");
- 1874: Amintiri din Londra ("Ricordi di Londra");
- 1876: Marocul ("Il Marocco");
- 1886: Cuore, cunoscut roman pentru copii care cultivă valorile etice și patriotismul;
- 1890: Romanul unui învățător ("Il romanzo di un maestro");
- 1883: Prietenii ("Gli amici");
- 1899: Căruța tuturor ("La carozza di tutti");